# Mont Grappa
El Mont Grappa (Mónte Grapa en vènet, Monte Grappa en italià) és una muntanya que es troba als Prealps de Vèneto, una subdivisió dels Alps, i que s'eleva fins als 1.775 metres. Administrativament la muntanya es troba a la regió del Vèneto, dins les províncies de Vicenza, Treviso i Belluno.
La muntanya és coneguda per les batalles que s'hi van lliurar durant la Primera i Segona Guerra Mundial i per ser una popular destinació ciclista.

## Història
Teatre d'operacions decisives durant la Primera Guerra Mundial i de certs enfrontaments durant la Segona, aquest cim és conegut per acollir el Cementiri militar del Mont Grappa, el qual acull les restes de més de 23.000 soldats italians i austro-hongaresos i un museu militar de la Gran Guerra.
Durant la Primera Guerra Mundial, després de la desfeta italiana de Caporetto (actualment Kobarid a Eslovènia), el cim va passar a ser el centre de la defensa italiana. Les tropes austríaques van intentar, inútilment, conquerir-lo per obrir l'accés a la plana vèneta. Des de posicions fixes d'artilleria instal·lades en coves construïdes dins la roca, els italians dominaren i mantingueren sota control el front, evitant l'avanç austríac. Els esforços italians van servir perquè a la muntanya se l'anomenés les Termòpiles italianes.
Durant la Segona Guerra Mundial va ser refugi de grups de partisans, i com a resultat es va produir una sagnant batuda per part dels nazis i feixistes lleials a la República de Salò. Els combatents que no van morir a l'acte van ser penjats públicament en les viles properes a Bassano del Grappa. Els feixistes empraren en l'operació entre 15.000 i 20.000 homes per capturar i eliminar els 1.500 guerrillers amagats pels llogarets i en els vessants de la muntanya.

## Ciclisme

### Detalls de l'ascensió
Cinc són les vies d'accés fins al cim del Mont Grappa:
- des de Possagno. Amb un recorregut de 23,8 quilòmetres, en què se superen 1.472 metres a una mitjana del 6,2% i rampes màximes del 21%.
- des de Romano d'Ezzelino. Amb un recorregut de 25,1 quilòmetres, en què se superen 1.558 metres a una mitjana del 6,2% i rampes màximes de l'11%.
- des de Paderno del Grappa. Amb un recorregut de 19,4 quilòmetres, en què se superen 1.478 metres a una mitjana del 7,6% i rampes màximes del 27%.
- des de Semonzo. Amb un recorregut de 18,6 quilòmetres, en què se superen 1.530 metres a una mitjana del 8,3% i rampes màximes del 12,2%.
- des de Seren del Grappa. Amb un recorregut de 21,1 quilòmetres, en què se superen 1.335 metres a una mitjana del 6,3% i rampes màximes del 20%.

### El mont Grappa al Giro d'Itàlia
El Giro d'Itàlia ha inclòs aquesta ascensió en cinc edicions fins a l'actualitat, sent la primera el 1968. El 2014 fou l'arribada d'una cronoescalada que acabà de confirmar la victòria final de Nairo Quintana.
| Any  | Etapa | Inici de l'etapa   | Final de l'etapa         | Primer en passar pel cim                      | Vencedor de l'etapa   |
| ---- | ----- | ------------------ | ------------------------ | --------------------------------------------- | --------------------- |
| 1968 | 10    | Trento             | Mont Grappa              | Emilio Casalini (ITA)                         | Emilio Casalini (ITA) |
| 1974 | 21    | Misurina           | Bassano del Grappa       | José Manuel Fuente (ESP)                      | Eddy Merckx (BEL)     |
| 1982 | 16    | Comacchio          | San Martino di Castrozza | Leonardo Natale (ITA)                         | Vicent Belda (ESP)    |
| 2010 | 14    | Ferrara            | Asolo                    | Ivan Basso (ITA)                              | Vincenzo Nibali (ITA) |
| 2014 | 19    | Bassano del Grappa | Mont Grappa              | Nairo Quintana (COL)                          | Nairo Quintana (COL)  |
| 2024 | 20    | Alpago             | Bassano del Grappa       | Giulio Pellizzari (ITA) / Tadej Pogačar (SLO) | Tadej Pogačar (SLO)   |